# Segelfluggelände Malsch

i7
i11
i13
Das Segelfluggelände Malsch liegt im Gebiet der Gemeinde Malsch im Rhein-Neckar-Kreis in Baden-Württemberg, etwa 19 km südlich von Heidelberg.

## Flugbetrieb
Das Segelfluggelände ist mit einer 730 m langen Start- und Landebahn aus Gras ausgestattet. Der Betreiber des Segelfluggeländes ist die Flugsportgemeinschaft Letzenberg Malsch e. V. Am Flugplatz findet Flugbetrieb mit Segelflugzeugen, Motorseglern und Ultraleichtflugzeugen statt. Segelflugzeuge starten per Windenstart oder Flugzeugschlepp.